# 凹嗚狼人殺
《凹嗚狼人殺》是台灣八大電視八大綜合台節目《娛樂百分百》遊戲單元，前身《94間諜94狂》單元的子單元《天黑狼人殺》。遊戲參考《狼人殺》桌遊，並修改調整以適合電視播出。
此單元收視率高，因此由不定期變成固定單元，在2019年暑假一週播出四集，10月21日起改成一週播出五集。因應節目調動，此單元在2020年11月3日起改成逢二至五播出，在12月28日起改成一週播出三或四集。該單元深受台港的觀眾受歡迎，在YouTube每集的點擊率均超過數十萬，部分集數甚至獲得超越百萬的點擊率，而每集首播當天在YouTube平均都有千條以上的留言，成為極關注的單元。
2021年4月7日，獲得《廣告雜誌》評為「2020年十大行銷個案」，也是唯一的電視節目。

## 沿革
- 2017年12月28日，《天黑狼人殺》為《94間諜94狂》子單元首播，播出12集（23局）。
- 2018年5月7日，播出《天黑狼人殺》的首屆冠軍賽，名稱為「狼王爭霸戰」。
- 5月25日，成為獨立單元，更名《凹嗚狼人殺》，配置為十人，十人騎士局稱「OG版」。
- 2019年7月，舉辦首個海選活動，名稱為「來吧！大高玩」，吸引近3千位觀眾報名參加，由製作單位選出12位素人一起參與[6][7]。
- 8月26日，增加新的特備節目「狼人殺賽後討論」，記載每一局完結後，參與玩家的賽後討論，於每集《凹嗚狼人殺》在YouTube首播結束後，正式上架[8]，更在之後合併至《凹嗚狼人殺》YouTube首播的最末端。
- 12月末，舉辦「第一屆總冠軍賽」，參賽條件為季冠軍得主或參與超過20局以上（並獲得3次以上的單場MVP），參與玩家包括羅志祥、陳零九、邱鋒澤、黃偉晉、紀卜心、小賴賴晏駒、梁以辰、荳荳何紫妍、張語噥、斯亞等十名藝人，選出「2019年度總冠軍」[9][10]，並於2020年1月2日至1月3日播出[11][12]，最終由小賴賴晏駒奪得「2019年度總冠軍」。
- 2020年1月7日，舉辦首屆《凹嗚狼人殺頒獎典禮》，獲獎名單瀏覽台娛百科章節[13]。
- 12月末，舉辦「第二屆總冠軍賽」，參賽條件季冠軍得主或最多次獲得單場MVP次數的玩家，參賽玩家包括2019年度總冠軍小賴賴晏駒、季冠軍陳零九和婁峻碩，以及徐凱希、荳荳何紫妍、紀卜心、詹子晴、采子及孫生等十二名藝人，選出「2020年度總冠軍」[14]，並於2021年1月6日至1月8日播出[15][16]，最終由荳荳何紫妍奪得「2020年度總冠軍」。
- 2021年1月6日，舉辦第二屆《凹嗚狼人殺頒獎典禮》，獲獎名單瀏覽台娛百科章節[17]。
- 5月中，因應台灣COVID-19疫情爆發而暫停錄影，單元調整至逢週四五播放。
- 6月，公佈將播出線上錄影的單元版本，首集「線上錄影版」於6月30日播出[18]。
- 11月24日，公布將於2022年1月28日在台北小巨蛋舉辦「第三屆總冠軍賽兼演唱會」，參賽玩家包括主持人黃偉晉、邱鋒澤、陳零九將率領婁峻碩、小賴賴晏駒、徐凱希、紀卜心、荳荳何紫妍、篠崎泫、孫沁岳、雨婷、艾莉兒等十二名藝人，選出「2021年度總冠軍」[19][20][21]，並於2022年2月23日至2月25日播出[22][23][24]，最終由陳零九奪得「2021年度總冠軍」。
- 2022年2月22日，宣布新賽制《凹嗚排行榜》，會累計每位玩家分數，以統計平均積分當作「季冠軍」及「總冠軍」參考依據[25]。
- 8月26日，宣布將舉辦「凹嗚狼人殺：星狼崛起」首次大型選秀活動企劃，發掘邏輯高配和意志過人的全能新秀，若你自認表水清晰、邏輯封頂，還有機會登上「季冠軍」舞台和「狼人殺偶像」正面對決[26][27][28]。並於8月31日舉辦「海選活動」記者會[29]，並於2022年10月27日至12月30日播出，最終由荳荳戰隊的Miwa奪得「第一屆星冠軍」[30][31][32][33]。
- 2023年1月11日，錄製「第四屆總冠軍賽」[34][35]。參賽玩家包括主持人黃偉晉、小賴賴晏駒、季冠軍徐謀俊、雨婷，以及荳荳何紫妍、紀卜心、李懿、艾莉兒、曉帆、龔言脩、黃宏軒、李岳等十二名藝人，選出「2022年度總冠軍」[36][37][38][39]，並於2023年2月13日至2月16日播出[40][41][42][43]，最終由黃偉晉奪得「2022年度總冠軍」。
- 3月27日，宣布舉辦第一屆「凹嗚狼人殺 2023狼者榮耀」，參賽者由觀眾票選決定。「狼殺班底」前6名 +「星狼十二強」前4名 + 兩位主持人黃偉晉、小賴賴晏駒角逐「狼者榮耀」[44]。4月6日，公布結果，「狼殺班底」前6名為艾莉兒（2722票）、紀卜心（2463票）、荳荳（2386票）、孫沁岳（2370票）、冠宇（2367票）、雨婷（2358票）。「星狼十二強」前4名為小翔（2589票）、YC（2519票）、鐵板麵（2311票）、Miwa（2167票）。由於孫沁岳因拍攝電視劇未參加錄製，並依票數順序由第7名的徐謀俊（2341票）遞補[45]，並於5月18日至7月7日播出，並進行八局[46]，最終由荳荳何紫妍奪得第一屆「榮耀狼王」。
- 7月24日，宣布舉辦第二屆「凹嗚狼人殺 2023狼者榮耀」，參賽者由觀眾票選決定。「狼殺班底」前5名 +「星狼十二強」前4名 + 兩位主持人黃偉晉、小賴賴晏駒 + 首屆榮耀狼王-荳荳何紫妍角逐「狼者榮耀」[47]。8月5日，公布結果，「狼殺班底」前5名為紀卜心（3421票）、孫沁岳（2996票）、劉雨婷（2745票）、冠宇（2557票）、艾莉兒（2446票）。「星狼十二強」前4名為YC（3910票）、小翔（3863票）、鐵板麵（2345票）、冷汗（2260票）[48]，並於9月14日至12月1日播出，並進行十局[49]，最終由艾莉兒奪得第二屆「榮耀狼王」。
- 12月末，錄製「第五屆總冠軍賽」。參賽玩家包括主持人黃偉晉、小賴賴晏駒、在一般場拿過MVP次數超過三次以上的孫沁岳、雨婷、艾莉兒、黃宏軒、柯朋宇、寶賤，以及「總冠軍資格賽」[50][51][52]晉級的荳荳何紫妍、小翔、冠宇、張語噥等十二名藝人，選出「2023年度總冠軍」，並於2021年1月29日至1月30日[53][54]、2月5日至2月8日播出[55][56][57][58]，最終由小翔奪得「2023年度總冠軍」。
- 2025年1月，舉辦「狼爭虎鬥」系列賽，共分成兩個階段-「分組資格賽」及「冠軍爭霸戰」。並由16名玩家參賽：包括「分組資格賽」A組的荳荳、徐謀俊、清水建、冷汗、RY、雨婷、枕頭、YC及B組的孫沁岳、紀卜心、艾莉兒、冠宇、小翔、Miwa、小白、尚恩，與兩位主持人黃偉晉、賴晏駒一起進行6局10人警長局狼人殺的資格賽，每組分數最高的4名玩家晉級至「冠軍爭霸戰」。最終「冠軍爭霸戰」由10名玩家參賽：包含主持人賴晏駒、黃偉晉，A組晉級的荳荳、徐謀俊、清水建、冷汗及B組晉級的小翔、紀卜心、孫沁岳、Miwa進行6局爭霸戰，選出「狼爭虎鬥總冠軍」。最終由孫沁岳奪得「狼爭虎鬥總冠軍」。

## 冠軍賽

### 總冠軍賽
- 至今舉辦了五屆總冠軍賽。

| 屆數 | 年度           | 總冠軍得主 | 參賽者                                                                                 |
| ---- | -------------- | ---------- | -------------------------------------------------------------------------------------- |
| 1    | 2019年總冠軍賽 | 小賴       | 羅志祥、黃偉晉、邱鋒澤、陳零九、小賴、荳荳、紀卜心、梁以辰、張語噥、斯亞               |
| 2    | 2020年總冠軍賽 | 荳荳       | 黃偉晉、邱鋒澤、陳零九、小賴、婁峻碩、孫生、荳荳、紀卜心、凱希、詹子晴、采子、斯亞     |
| 3    | 2021年總冠軍賽 | 陳零九     | 黃偉晉、邱鋒澤、陳零九、小賴、婁峻碩、孫沁岳、荳荳、紀卜心、凱希、篠崎泫、雨婷、艾莉兒 |
| 4    | 2022年總冠軍賽 | 黃偉晉     | 黃偉晉、小賴、荳荳、紀卜心、李懿、雨婷、艾莉兒、徐謀俊、曉帆、龔言脩、黃宏軒、李岳     |
| 5    | 2023年總冠軍賽 | 小翔       | 黃偉晉、小賴、孫沁岳、雨婷、艾莉兒、黃宏軒、柯朋宇、寶賤、荳荳、小翔、冠宇、張語噥     |

### 季冠軍賽
- 在2018至2022年間，舉行9次季冠軍賽（前身為狼王爭霸戰），進行兩局比賽後選出MVP。

| 屆數 | 名稱                 | 季冠軍得主 | 參賽者                                                                                              |
| ---- | -------------------- | ---------- | --------------------------------------------------------------------------------------------------- |
| 1    | 第一屆狼王爭霸戰     | 羅志祥     | 羅志祥、愷樂、趙正平、阿虎、梁以辰、凱希、荳荳、詹子晴、鮪魚                                        |
| 2    | 第二屆狼王爭霸戰     | 羅志祥(2)  | 羅志祥、愷樂、黃偉晉、陳零九、小賴、趙正平、大根、梁以辰、凱希、詹子晴                              |
| 3    | 第三屆狼王爭霸戰     | 羅志祥(3)  | 羅志祥、愷樂、陳零九、小賴、大根、梁以辰、凱希、荳荳、詹子晴、瑪莉亞                                |
| 4    | 狼王爭霸戰暨季冠軍賽 | 陳零九     | 羅志祥、愷樂、陳零九、邱鋒澤、小賴、婁峻碩、梁以辰、荳荳、紀卜心、篠崎泫                            |
| 5    | 2020年第一屆季冠軍賽 | 婁峻碩     | 黃偉晉、陳零九、邱鋒澤、小賴、婁峻碩、孫生、荳荳、凱希、紀卜心、詹子晴                              |
| 6    | 2020年第二屆季冠軍賽 | 陳零九(2)  | 黃偉晉、陳零九、小賴、婁峻碩、孫生、凱希、紀卜心、李洛洋、張語噥、斯亞                              |
| 7    | 2021年季冠軍賽       | 邱鋒澤     | 黃偉晉、陳零九、邱鋒澤、小賴、婁峻碩、孫沁岳、荳荳、紀卜心、艾莉兒、雨婷                            |
| 8    | 2022年第一屆季冠軍賽 | 徐謀俊     | 黃偉晉、邱鋒澤、小賴、紀卜心、凱希、荳荳、篠崎泫、雨婷、曉帆、李岳、徐謀俊、冠宇                    |
| 9    | 2022年第二屆季冠軍賽 | 雨婷       | 黃偉晉、小賴、荳荳、紀卜心、李懿、孫沁岳 雨婷、艾莉兒、曉帆、范姜彥豐、龔言脩、Miwa（第一屆星冠軍） |

### 月冠軍賽
- 2021年間，曾經舉行3次月冠軍賽。

| 屆數 | 播出日期   | 月冠軍賽得主 | 參賽者                                                                     |
| ---- | ---------- | ------------ | -------------------------------------------------------------------------- |
| 1    | 2021年10月 | 陳零九       | 黃偉晉、陳零九、邱鋒澤、小賴、婁峻碩、雨婷、艾莉兒、荳荳、篠崎泫、紀卜心   |
| 2    | 2021年11月 | 邱鋒澤       | 陳零九、邱鋒澤、徐新洋、冠宇、雨婷、艾莉兒、荳荳、篠崎泫、曉帆、劉涵竹     |
| 3    | 2021年12月 | 邱鋒澤(2)    | 黃偉晉、邱鋒澤、孫沁岳、楊士弘、黃宏軒、雞丁、艾莉兒、荳荳、劉心語、林采婕 |

### 星狼崛起
- 2022年舉辦，從入選30位素人開始，從初選開始逐步進行淘汰賽，該系列初選、戰隊淘汰賽、捉隊廝殺淘汰賽環節雖不計MVP，但場次勝負照常列入統計，星冠軍總決賽則以星冠軍得主視同得到MVP，場次勝負也會列入統計。部分局式的一些規則可能會與一般局不同。

| 屆數 | 播出日期                | 星冠軍賽得主 | 所屬戰隊 | 總決賽參賽者                                                                                                 |
| ---- | ----------------------- | ------------ | -------- | --- |
| 1    | 2022年10月27日-12月30日 | Miwa         | 荳荳戰隊 | 荳荳戰隊（Miwa、陳品諼、崩崩、妍甄） 偉晉戰隊（冷汗、寶賤、鐵板麵、艾倫） 小賴戰隊（YC、李娜、林禹丞、小翔） |

### 狼者榮耀
- 2023年舉辦，參賽者由觀眾決定且進行票選，「狼殺班底」+「星狼十二強」+兩位主持人黃偉晉、小賴賴晏駒一同角逐「狼者榮耀」。

| 屆數 | 年度            | 榮耀狼王得主 | 參賽者 |
| ---- | --------------- | ------------ | --- |
| 1    | 2023狼者榮耀    | 荳荳         | 黃偉晉、賴晏駒、艾莉兒、紀卜心、荳荳、冠宇、劉雨婷 徐謀俊（替補孫沁岳）、小翔、YC、鐵板麵、Miwa                                                                                            |
| 2    | 2023狼者榮耀 II | 艾莉兒       | 黃偉晉、賴晏駒、荳荳（首屆「榮耀狼王」）、紀卜心、孫沁岳、劉雨婷 冠宇、艾莉兒、YC、小翔、鐵板麵、冷汗 踢館者：陳品諼、枕頭、楊士弘、李懿、徐謀俊（首屆「參賽者」）、Miwa（首屆「參賽者」） |

### 狼爭虎鬥
- 2025年舉辦，共分成兩個階段（分組資格賽及冠軍爭霸戰）。分組資格賽為16名玩家先分成A、B組進行，並與兩位主持人黃偉晉、賴晏駒一起進行6局10人警長局狼人殺，每組分數最高的4名玩家可以晉級「冠軍爭霸戰」；冠軍爭霸戰為10名晉級者一起進行6局10人警長局狼人殺，最終積分最高者為「總冠軍」。

分組資格賽
| 組別 | 主持人         | 晉級玩家                   | 參賽者                                               |
| ---- | -------------- | -------------------------- | ---------------------------------------------------- |
| A組  | 賴晏駒、黃偉晉 | 荳荳、徐謀俊、清水建、冷汗 | 荳荳、徐謀俊、清水建、冷汗、RY、雨婷、枕頭、YC       |
| B組  | 賴晏駒、黃偉晉 | 小翔、紀卜心、孫沁岳、Miwa | 小翔、紀卜心、孫沁岳、Miwa、艾莉兒、小白、冠宇、尚恩 |

冠軍爭霸戰
| 總冠軍 | 參賽者                                                                 |
| ------ | ---------------------------------------------------------------------- |
| 孫沁岳 | 賴晏駒、黃偉晉、荳荳、徐謀俊、清水建、冷汗、小翔、紀卜心、孫沁岳、Miwa |

目前賽果
| 玩家   | 第一戰 | 第二戰              | 第三戰 | 第四戰 | 第五戰 | 第六戰 | 以正義聯盟獲勝 (+2分) | 以邪惡聯盟獲勝 (+3分) | MVP票數* | 總分 | 目前排名 |
| ------ | ------ | ------------------- | ------ | ------ | ------ | ------ | --------------------- | --------------------- | -------- | ---- | -------- |
| 小賴   | 預言家 | 狼人                | 平民   | 預言家 |        |        | 2                     | 1                     |          | 7    | 5        |
| 偉晉   | 魔術師 | 女巫                | 覺醒預 | 女巫   |        |        | 2                     |                       | 16       | 8    | 3        |
| 荳荳   | 平民   | 傻瓜                | 魁影   | 狼人   |        |        | 1                     | 1                     | 3        | 5.75 | 7        |
| 徐謀俊 | 狼人   | 平民                | 守衛   | 狼人   |        |        |                       |                       |          | 0    | 10       |
| 清水建 | 狼人   | 預言家              | 平民   | 平民   |        |        | 1                     |                       |          | 2    | 9        |
| 冷汗   | 女巫   | 狼人                | 女巫   | 狼人   |        |        | 1                     | 1                     | 6        | 6.5  | 6        |
| 小翔   | 平民   | 平民                | 狼人   | 好人混 |        |        | 2                     | 1                     | 7        | 8.75 | 2        |
| 紀卜心 | 狼王   | 狼王 (被種前為平民) | 平民   | 平民   |        |        | 1                     | 1                     | 10       | 7.5  | 4        |
| 孫沁岳 | 平民   | 平民                | 狼人   | 平民   |        |        | 2                     | 1                     | 17       | 11.3 | 1        |
| Miwa   | 平民   | 獵人                | 平民   | 獵人   |        |        | 2                     |                       | 6        | 5.5  | 8        |

*僅以《Y向推理》公佈的票數作為參考。每4票為1分。

## 相關單元
高玩攻略
2019年3月起，節目邀請高端玩家錄製《高玩攻略》，分享訣竅與心得供遊戲愛好者參考。
凹嗚狼來了
2019年9月6日，推出姊妹單元「凹嗚狼來了」，主要參考桌遊《狼人真言》。
凹嗚小密逃
2019年9月9日，推出新單元「凹嗚小密逃」，內容主要是以密室逃脫為主，以及加上間諜元素的推理解謎遊戲。
凹嗚殺殺殺
2019年10月16日，推出新單元「凹嗚殺殺殺」，內容主要是邀請一些狼人殺的高端玩家們當嘉賓，讓他們分享及討論一些玩狼人殺的策略。
師父零九救我
2019年12月21日，在官方YouTube頻道開設新單元「師父零九救我」，由陳零九和邱鋒澤主持，內容為按照每集不同主題而復盤不同集數的狼人殺，詳細講解及分析當中不同玩家的玩法和套路，為觀眾提供一些玩狼人殺的心得。
歸剛ㄟ長鏡頭
2020年1月27日，推出新單元「是在哈囉長鏡頭」作為農曆新年精彩重播單元，主要讓觀眾能在GoPro鏡頭下更清楚看到嘉賓們玩遊戲時每一刻的表情。2022年2月3日名稱更變為「歸剛ㄟ長鏡頭」
凹嗚大對抗
2020年7月9日，推出新單元「凹嗚大對抗」，邀請10位狼人殺偶像參與單元。
狼人殺笑點輯
2021年5月，推出新單元「狼人殺笑點輯」，回顧狼人殺偶像參與「凹嗚狼人殺」的表現。
星狼崛起
2022年8月，宣布將舉辦首次大型選秀「星狼崛起」企劃，尋找下一個狼人殺偶像。

## 衍生音樂作品

### 天黑請閉眼
- 原唱：陳零九、邱鋒澤

本單元玩家陳零九與邱鋒澤融合遊戲和音樂，創作狼人殺主題男男對唱情歌《天黑請閉眼》，並邀請其他玩家參與音樂錄影帶拍攝，2019年5月10日推出歌曲與音樂錄影帶。YouTube觀看次數突破200萬後，陳零九與邱鋒澤兌現承諾和粉絲面殺。2020年3月31日，YouTube觀看次數已突破2000萬，二人受邀到娛樂節目《綜藝大熱門》。二人亦在《超任性音樂教室》頻道現場演唱，陳零九揭露創作係於騎摩托車時寫出，主歌與副歌段落則分別由邱鋒澤與陳零九寫出。

### 天亮請睜眼
- 原唱：陳零九、邱鋒澤

陳零九與邱鋒澤承諾在《天黑請閉眼》在YouTube平台上發布的音樂錄影帶觀看次數超過500萬時推出第二首以狼人殺為主題的合作單曲。2019年8月23日，兩人在各平台上發布《天亮請睜眼》歌曲和音樂錄影帶，並受遊戲廠商《終極狼人殺》邀請合作，成為該遊戲的2019年度主題曲。

### 看不清你是誰
- 原唱：張語噥、簡廷芮

《看不清你是誰》是張語噥與簡廷芮合唱的狼人殺歌曲，MV由張語噥扮演預言家，簡廷芮扮演女巫，演繹人性間的相互猜忌以及隱顯莫測的遊戲實況，MV中各人打扮成遊戲內不同角色。2019年10月15日推出歌曲及MV，成為第三首以狼人殺為主題的歌曲。

### 是誰忍心刀了我
- 原唱：田亞霍、賴晏駒（小賴）

《是誰忍心刀了我》是田亞霍與小賴合唱的狼人殺歌曲，歌詞主要描寫小賴在《凹嗚狼人殺》中經常被首刀的心情。其MV邀請多位狼人殺玩家參與拍攝。

### 預言家
- 原唱：邱鋒澤

2019年10月31日，《預言家》是邱鋒澤的第三張同名個人專輯的其中一首歌曲 ，並在當日推出歌曲及音樂錄影帶。歌詞涵義以「狼人殺」遊戲體驗時會發生的情況比喻情人間的互動為題材，表達傷感的感情過程，以及愛情使人盲目卻依然執著的事實。

### 兵變
- 原唱：W0LF四堅情：陳零九、邱鋒澤、黃偉晉、賴晏駒

以黃偉晉於此單元的金句「到底是誰兵變我」為主題出的單曲。

### 娘娘槍
- 原唱：賴晏駒（小賴）

借用賴晏駒（小賴）在此單元的金句，表達打破傳統性別定型觀念的希望。

### 絕對發言
- 原唱：陳零九、邱鋒澤

2020年8月7日，陳零九、邱鋒澤推出第三首狼人殺主題的歌曲，並且再受《終極狼人殺》邀請，作為《終極狼人殺》的2020年度主題曲，並在當日中午12點推出歌曲、音樂錄影帶。同時，MV邀請徐凱希、紀卜心兩位狼殺高玩客串。

## 相關團體
2019年11月6日，娛樂百分百《藝起Game蝦米》單元，偉晉、邱鋒澤、陳零九揭露將與小賴組成四人男團，並向粉絲們徵求團名。隨後粉絲提供與狼有相關意涵的團名《W0LF》，代表Wayne（偉晉）、09（零九）、Lai（小賴）、Fengze（鋒澤）四人。同年11月13日宣佈中英文雙團名為《W0LF四堅情》。
2020年6月29日，四堅情在叮咚五堅情單元表示將加入新成員婁峻碩，更名為「W0LF(S) 五堅情」並合作創作歌曲。同年7月12日，在邱鋒澤的YouTube頻道宣佈W0LF(S)五堅情正式成立。

## 獎項
- 《廣告雜誌ADM （页面存档备份，存于）》年度特別企劃「2020十大行銷個案」[91]

## 外部連結
- YouTube上的凹嗚狼人殺播放列表
- 狼人殺百科（Fandom）上的相关条目：凹嗚狼人殺
- 台娛百科（Fandom）上的相关条目：凹嗚狼人殺